# Wilhelm Petrascheck
Wilhelm Petrascheck (* 25. April 1876 in Pancsova, damals Österreich-Ungarn; † 16. Januar 1967 in Leoben) war ein österreichischer Geologe.

## Leben
Petrascheck war der Sohn österreichischer Eltern (sein Vater war Braumeister), wuchs in Leitmeritz auf und ging in Dresden auf das Realgymnasium. Er studierte in Dresden an der Königlich Sächsischen Technischen Hochschule, der Universität Halle und der Universität Leipzig, wo er 1899 bei Hermann Credner promoviert wurde (Studien über die Faciesbildung der sächsischen Kreideformation). Während seines Studiums wurde er Mitglied von zwei katholischen Studentenverbindungen, 1898 der AV Silesia Halle und auch der KDStV Burgundia Leipzig. Nach einjährigem Wehrdienst war er Assistent bei Ernst Kalkowsky am Mineralogisch-Geologischen Institut in Dresden. 1901 wurde er Adjunkt in der k.k. geologischen Reichsanstalt in Wien, wo zu dieser Zeit auch sein zukünftiger Schwiegervater Emil Tietze Vizedirektor war.
An der Reichsanstalt befasste er sich zunächst vor allem mit Kreideablagerungen im Sudetenraum und geologischen Kartierungen, aber auch zunehmend mit der Geologie der Kohle. 1908 veröffentlichte er eine Übersicht über die Kohlelagerstätten in Österreich. Er befasste sich aber auch mit Erzlagerstätten, zum Beispiel mit Uranvorkommen (1915). Petrascheck war von 1918 bis 1950 Professor für Geologie, Paläontologie und Lagerstättenlehre an der Montanuniversität Leoben. 1922 bis 1923 und 1935 bis 1936 war er dort Rektor.
Er befasste sich vor allem mit Lagerstättenlehre, insbesondere auch zur Geologie der Kohle, worüber er ein Buch mit seinem Sohn Walther E. Petrascheck schrieb, der sein Nachfolger in Leoben war.

## Auszeichnungen und Ehrungen
1916 wurde Petrascheck Mitglied der Leopoldina. 1937 wurde er korrespondierendes Mitglied der Österreichischen Akademie der Wissenschaften und Ehrendoktor der Technischen Hochschule Breslau. 1947 erhielt er die Goldene Ehrenmedaille des Österreichischen Ingenieur- und Architektenvereins, 1950 die Haidinger-Medaille der Geologischen Bundesanstalt in Wien. Ebenfalls 1950 wurde er mit der Kärntner-Landeswappen-Medaille ausgezeichnet. 1951 erhielt er die Leopold-von-Buch-Plakette der Deutschen Geologischen Gesellschaft, deren Ehrenmitglied er war, und 1956 die Eduard-Sueß-Gedenkmünze der Österreichischen Geologischen Gesellschaft, deren Ehrenmitglied er ebenfalls war. 1959 erhielt er die erste Miller-von-Hauenfels-Medaille des Bergmännischen Verbandes.

## Werke
- Geologische Spezialkarte der im Reichsrate vertretenen Königreiche und Länder der Österreichisch-Ungarischen Monarchie, Zone 4 Kol. XIV Josefstadt und Nachod. k. k. geologische Reichsanstalt, k. u. k. Militärtopographisches Institut, Wien 1912
- Erläuterungen zur Geologischen Karte der im Reichsrate vertretenen Königreiche und Länder der Österr.-Ungar. Monarchie: NW-Gruppe Nr. 17 Josefstadt und Nachod. Verlag der k. k. geologischen Reichsanstalt, Wien 1913
- mit A. Liebus, L. Waldmann: Abschnitt Sudetenländer. In: Gustav Steinmann, Otto Wilckens: Handbuch der Regionalen Geographie. Band 30, 1944
- mit Walther E. Petrascheck: Lagerstättenlehre. Springer Verlag 1948, 4. Auflage 1992 bei Schweizerbart bearbeitet von Walter L. Pohl
- Die Metamorphose der Kohle. In: Berg- und Hüttenmännische Monatshefte, Band 101, 1956, Heft 2